# Redouane Salah
Redouane Salah (* 21. August 1979) ist ein ehemaliger algerischer Straßenradrennfahrer.
Redouane Salah wurde 2001 algerischer Meister im Straßenrennen. In der Saison 2003 startete er bei der B-Weltmeisterschaft, wo er 25. im Einzelzeitfahren und 43. im Straßenrennen wurde. Außerdem gewann er 2003 eine Etappe bei der Tour du Sénégal. In der Saison 2006 war er bei einem Teilstück des Grand Prix Meridji Abdelkader erfolgreich, wo er auch die Gesamtwertung für sich entscheiden konnte. 2011 fuhr Salah für das algerische Continental Team Groupement Sportif Pétrolier Algérie.

## Erfolge
2001
- Algerischer Meister – Straßenrennen

## Teams
- 2011 Groupement Sportif Pétrolier Algérie